# Андреас Везалій
Андре́ас Веза́лій (лат. Andreas Vesalius, нід. Andries Wytinck van Wesel; 1514, Брюссель — 1564, острів Занте) — творець сучасної анатомії як науки. Першим дав опис тіла людини побудований на докладному анатомуванні людських трупів і перший розробив у деталях правильну методику секції.

## Ранні роки
Народився в Брюсселі. Походить з медичної родини. Медичні книги, що були в приватній бібліотеці родини, малому Андреасу читала ще мати.
1528 року Везалія прийняли на навчання в колегіум міста Льовен, де він вивчав філософію і мови — латину, грецьку, арабську, стародавню єврейську. На студента великий вплив мав медик і філолог Гунтер з Андернаха, що перебрався на викладацьку працю в Париж. На навчання в Паризький університет перебрався і Андреас. Гунтер з Андернаха (1487—1574 роки) зробив власний внесок в славу Паризького університету, де створив переклад книги Галена з анатомії. Саме професору Гунтеру ми завдячуємо введенням у наукову термінологію слів «фізіологія» та «патологія». Сміливий Андреас допомагав на аутопсіях. За висновками пізніх біографів, аутопсії Везалій розпочав ще в 20 років і переконливо довів, що нижня щелепа людини — непарна кістка.

## В Італії. Анатомічний атлас
Після недовгого перебування в Льовені — 1537 року Везалій перебрався до Падуї, де трохи згодом отримав вчений ступінь доктора медицини і посаду професора анатомії та хірургії. Падуанський університет належав Венеціанській республіці і відрізнявся ліберальними поглядами через значне протистояння між аристократичним урядом Венеції і папським Римом. Дещо слабкими чинний період були тут і позиції єзуїтів. Андреас Везалій доклав зусиль для отримання дозволу на постачання на кафедру трупів страчених злочинців, що робилося і в інших державах. Налагоджене було і виробництво анатомічних препаратів, важливої галузі тогочасної медичної освіти. Але препарати були доступні досить обмеженому колу студентів і науковців. Спілкування з художниками і граверами, якими рясніли міста Італії, наштовхнуло Везалія на думку створити анатомічний атлас з гравюрами-малюнками, тривалішими, ніж анатомічні препарати. До того ж, Венеція була одним з друкарських центрів Італії і Західної Європи. Через рік після перебування Везалія в Падуї, за його сприяння в Венеції надрукували «Шість анатомічних таблиць». Це був перший анатомічний атлас, який підготували до видання Везалій та гравер Джованні да Калькар (Ян Стефан ван Калькар), нідерландець за походженням, що працював в Італії.

## Нове видання у Базелі

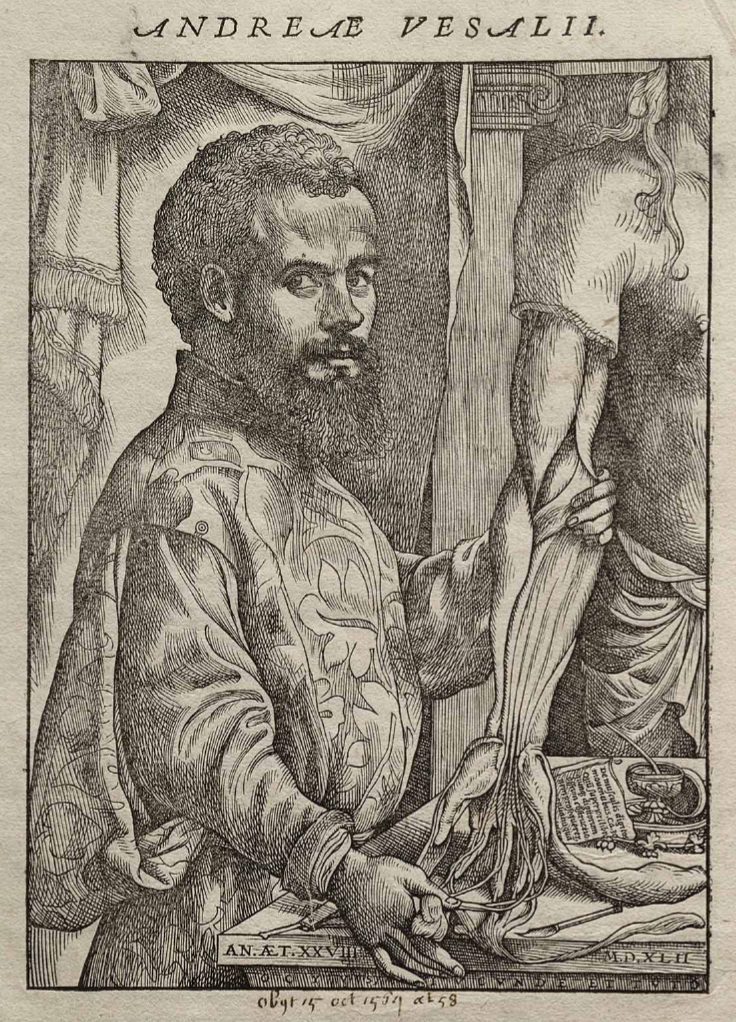
Портрет Везалія з його De Humani Corporis Fabrica (1543)

У період 1539–1542 років Везалій створив новий текст видання та 273 оригінальних малюнків до нього. Анатомічні малюнки перевели на дерев'яні блоки-матриці і довгим шляхом (Падуя — Венеція — Базель) доправили в друкарню швейцарця Опоріна. Аби сприяти виданню, 1543 року до Базелю прибув і сам Везалій. Перебування в Базелі використав також для популяризації власних анатомічних досліджень і провів декілька публічних розтинів. Створив він і кістяк людини, який подарував Базельському університету.
Праця з анатомії лат. «Andrea Vesalii suorum de humani corporis fabrica librorum epitome» була вперше надрукована з урахуванням реальних досліджень і розтинів людського тіла. Висновки науковця легко підтверджувалися новими розтинами і новими дослідженнями, але руйнували авторитет Галена. Твір Везалія став явищем в середовищі науковців і богословів, викликав як підтримку, так і осуд та заздрість.

## Імператорський лікар

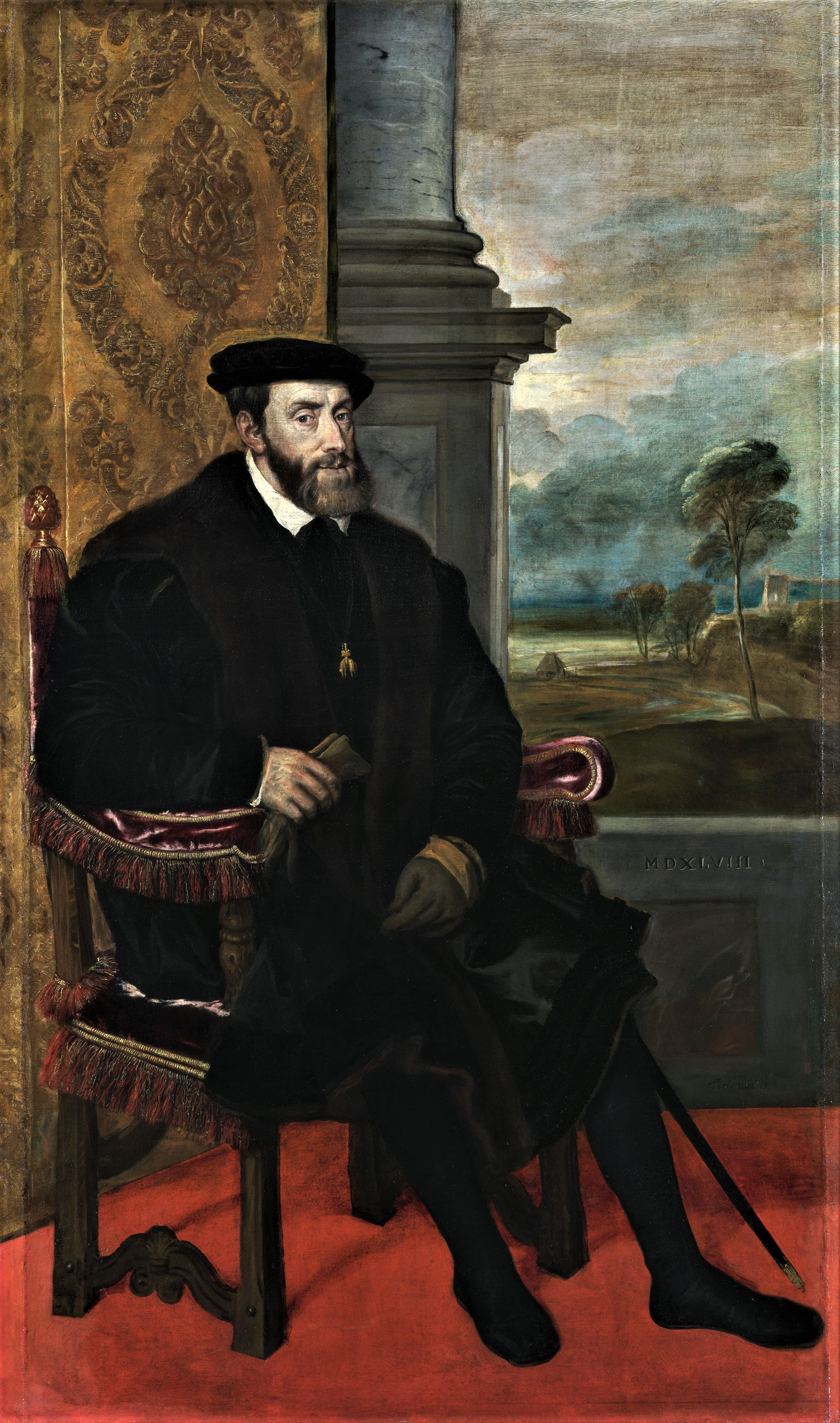
Імператор Священної Римської імперії Карл V був важливим покровителем Везалія

Незабаром після публікації Везалій був запрошений стати імператорським лікарем при дворі імператора Карла V. Він повідомив венеціанському сенату, що покине свою посаду в Падуї, що спонукало герцога Козімо I де Медічі запросити його переїхати до розширюваного університету в Пізі, яку, проте, він відхилив. Везалій обійняв запропоновану посаду в імператорському дворі, де йому довелося мати справу з іншими лікарями, які глузували з нього за те, що він начебто був лише хірургом-перукарем, а не серйозним ученим.
У 1540-х невдовзі після вступу на службу до імператора, Везалій одружився з Анною ван Гамме з Вільворде (Бельгія). У них була одна донька Анна, яка померла 1588.
Протягом наступних одинадцяти років Везалій подорожував із двором, лікуючи поранення, отримані під час боїв чи турнірів, здійснюючі патологоанатомічні дослідження, призначаючи ліки та пишучи приватні листи з деяких питань медицини. У ці роки він також написав «Послання про китайський корінь», короткий текст про властивості лікарської рослини, у ефективності якої він сумнівався, а також захищаючи свої анатомічні відкриття. Це викликало нову серію нападок на його творчість, які вимагали його покарання від імператора.
У 1551 році Карл V доручив провести розслідування у Саламанці, щоб дослідити релігійні наслідки його методів. Попри те, що внаслідок розслідування роботу Везалія було схвалено, нападки тривали. Через чотири роки один із його головних недоброзичливців і колишніх професорів, Якоб Сільвій, опублікував статтю, у якій стверджувалося, що саме людське тіло змінилося з тих пір, як Гален його вивчав.

Сільвій образливо назвав Везалія — «божевільним дурником, що власним зловонням отруює повітря в Європі». На прохання до Сільвія висловитись щодо видання, той відповів лайками і вимогою публічного каяття Везалія за зазіхання на авторитет Галена та вказівки на помилки останнього. Везалій викликав Сільвія на своєрідну анатомічну «дуель» біля столу для аутопсій. Він писав Сільвію: 
| Ліві лапки | Мені нема чого зрікатися. Я не навчився брехати (в дослідженнях). Ніхто більш мене не поціновує так високо те, що є корисного у Галена, але коли той помиляється, я лише виправляю помилки. Я вимагаю зстрічі з Сільвієм біля трупа, аби він переконався, на якому боці - правда. | Праві лапки |

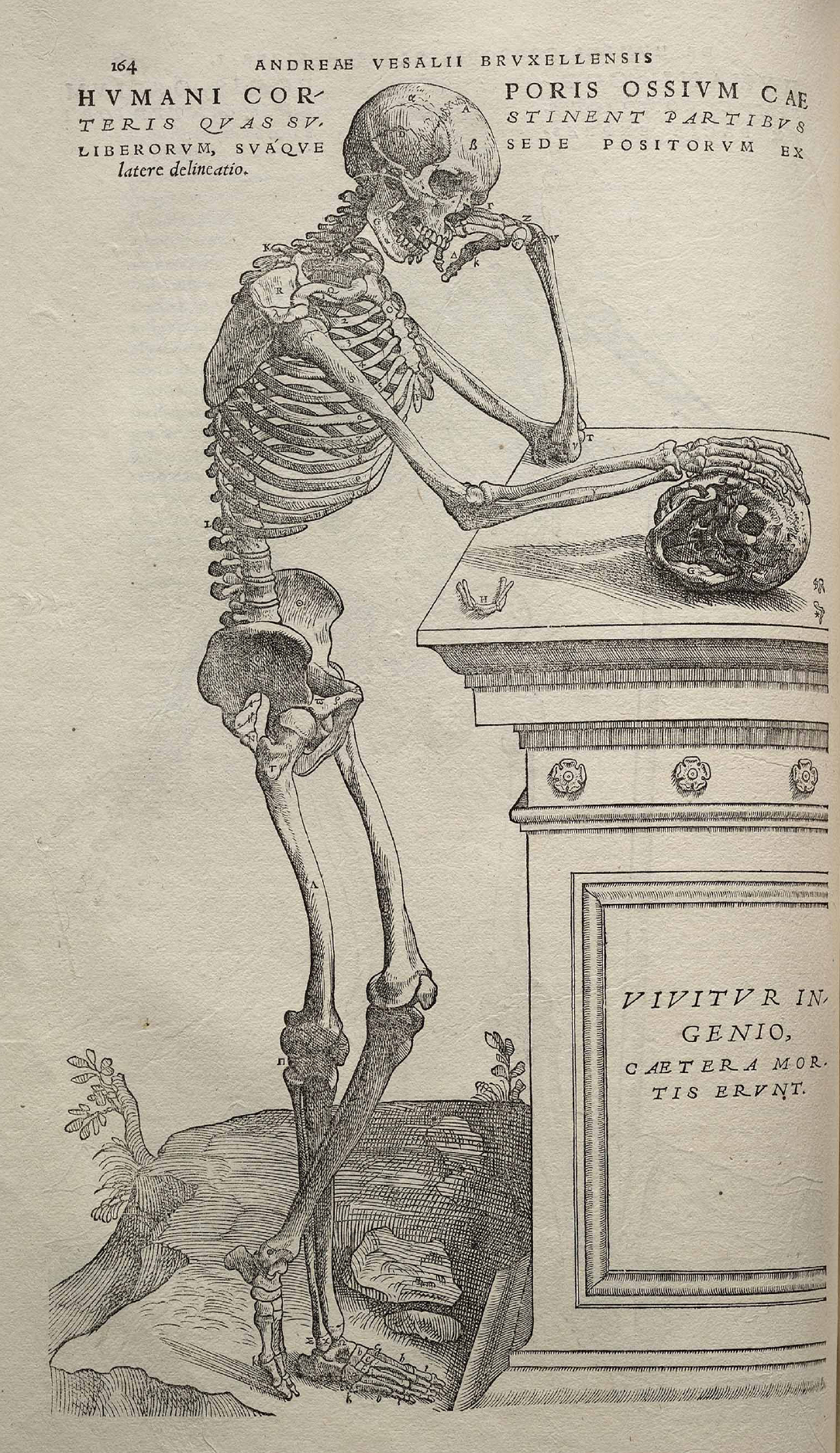

Критичний відгук прийшов і з Риму від анатома Євстахія. Аби довести власну наукову правду, Везалій удався до публічних анатомічних розтинів в університетах Болоньї, Пізі, Падуї, де проявилися його здібності полеміста.
У 1555 році Везалій став лікарем Філіпа II й того ж року опублікував перероблене видання De humani corporis fabrica.

## Смерть
У 1564 році Везалій вирушив у паломництво до Святої землі. Він плив з венеціанським флотом під командуванням Якова Малатести через Кіпр. Після прибуття до Єрусалиму, він отримав послання від венеціанського сенату з проханням знову зайняти професорську посаду у Падуї, яка стала вакантною після смерті Фалопія.
Після багатьох днів боротьби з несприятливими вітрами в Іонічному морі корабель Везалія зазнав аварії біля острова Закінф. Тут він незабаром помер, у такому боргу, що благодійник люб'язно оплатив його похорон. На момент смерті йому було 49 років. Його поховали десь на острові Закінф.
Деякий час вважалося, що паломництво Везалія відбулося через тиск, який чинила на нього інквізиція. Нині це припущення зазвичай вважається безпідставним та відкидається дослідниками. Схоже, цю історію поширив Губерт Ланге, дипломат імператора Карла V, а потім принца Оранського, який заявив у 1565 році, що Везалій провів розтин аристократа в Іспанії, коли серце того ще билося. Це начебто призвело до розслідування, внаслідок якого Везалій був засуджений до страти. Далі історія стверджувала, що Філіп II замінив вирок паломництвом. Ця історія повторювалася неодноразово протягом тривалого часу, проте врешті була спростована.

Ймовірно, рішення здійснити паломництво було лише приводом для того, щоб залишити іспанський двір. Придворний спосіб життя не влаштовував Везалія, який прагнув продовжити свої дослідження. Він писав:
| Ліві лапки | Щодо мене, то я відчуваю, що вимоги нашого мистецтва почалися на тій арені, від якої мене як особу молоду - відштовхнули в медичну практику, до воєн та постійних переїздів... Якщо я колись наново отримаю дозвіл на анатомічні дослідження, право на які тут (в Брюсселі) відсутні повністю, бо я не можу дістатись і черепа, я зроблю спробу дослідити всю побудову людського тіла і цілком передивитися висновки моєї книги. | Праві лапки |

З огляду на те, що він не міг позбутися своєї служби імператору шляхом відставки, йому вдалося втекти, випросивши дозвіл на паломництво до Єрусалиму.

## Спадщина
Роботи Везалія являли собою кульмінацію Відродження у медичній царині, що призвели до введення людських препарувань до медичних навчальних програм і зростання європейської анатомічної літератури. Везалій виконував свої розтини з небаченою до того ретельністю. Після Везалія анатомія стала науковою дисципліною з далекосяжними наслідками не лише для фізіології, а й для всієї біології.